# Галерея
Галере́я (фр. galerie, від італ. galleria) — комунікаційний простір у вигляді критого переходу (коридору), аркади, колонади, антресолі або подовженого балкона, що з'єднує приміщення чи частини будинку; може бути глухою, заскленою чи не бути огородженою (крім перил).

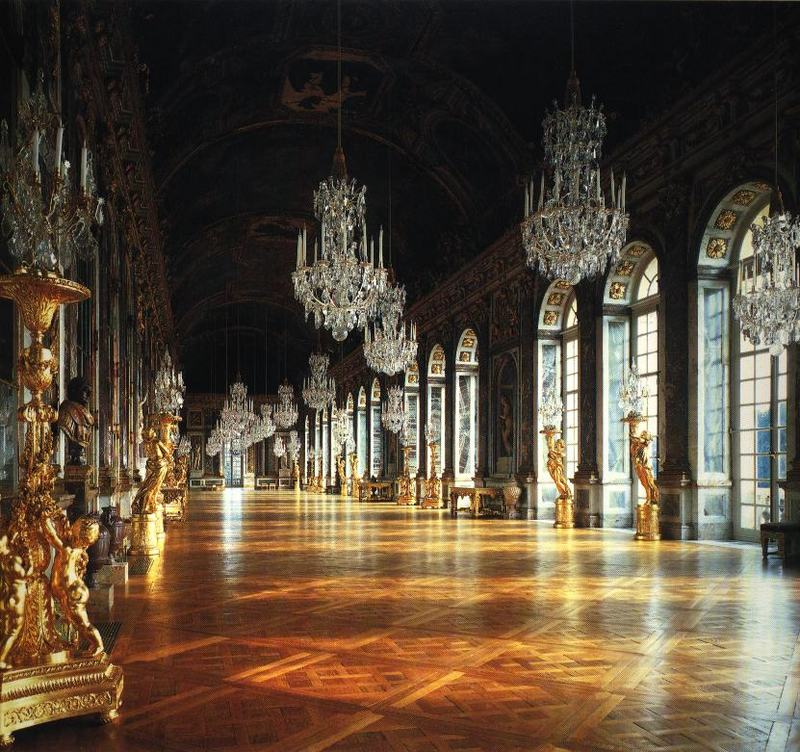
«Дзеркальна галерея», Версальський палац

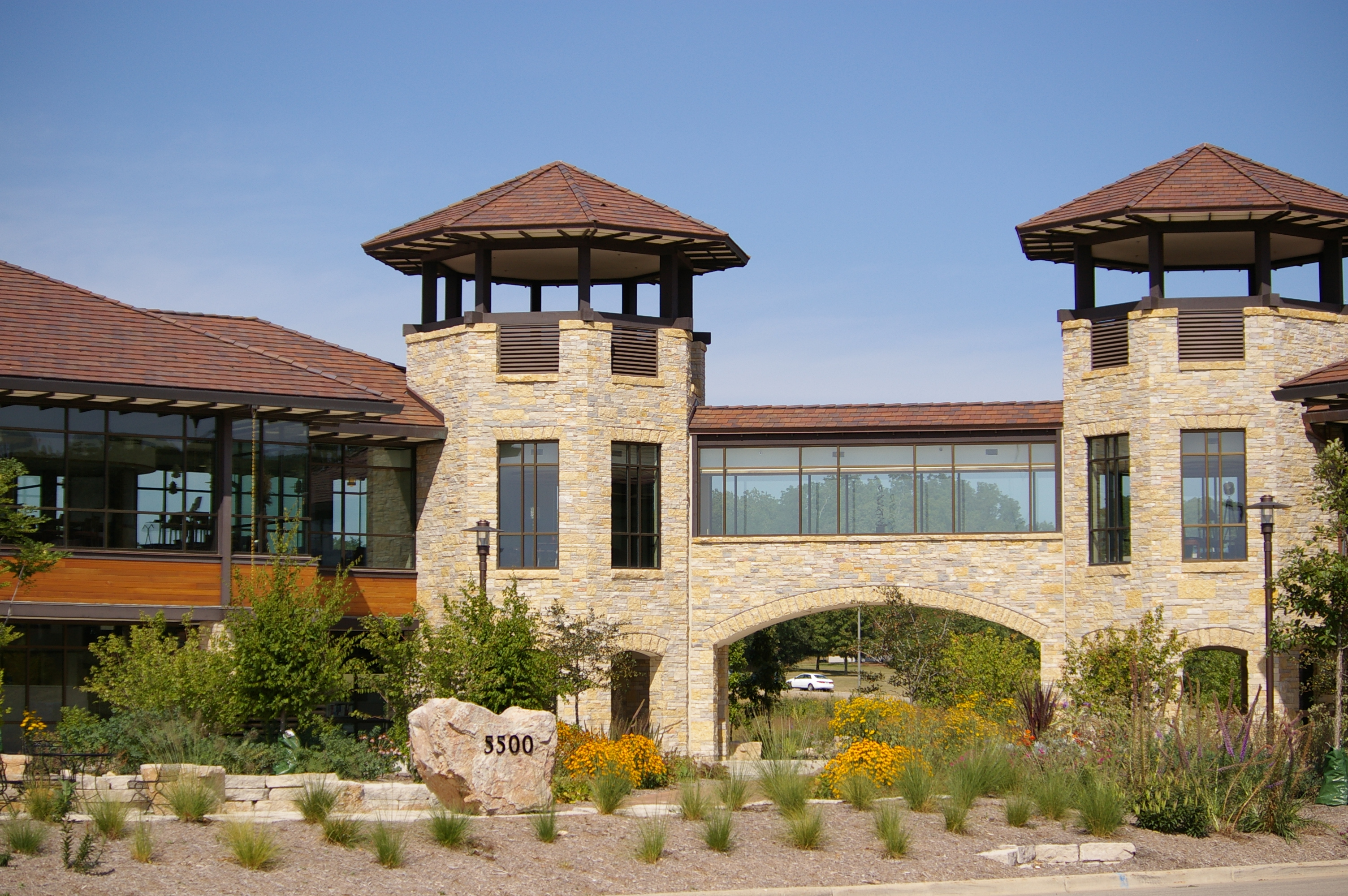
Галерея з'єднує двоє будинків

## Етимологія
Слово галерея походить через російське і французьке посередництво від італ. galleria, що є видозміною ранішого Galilea («Галілея», у Римі так також називалися паперті храмів).

## Архітектурний елемент

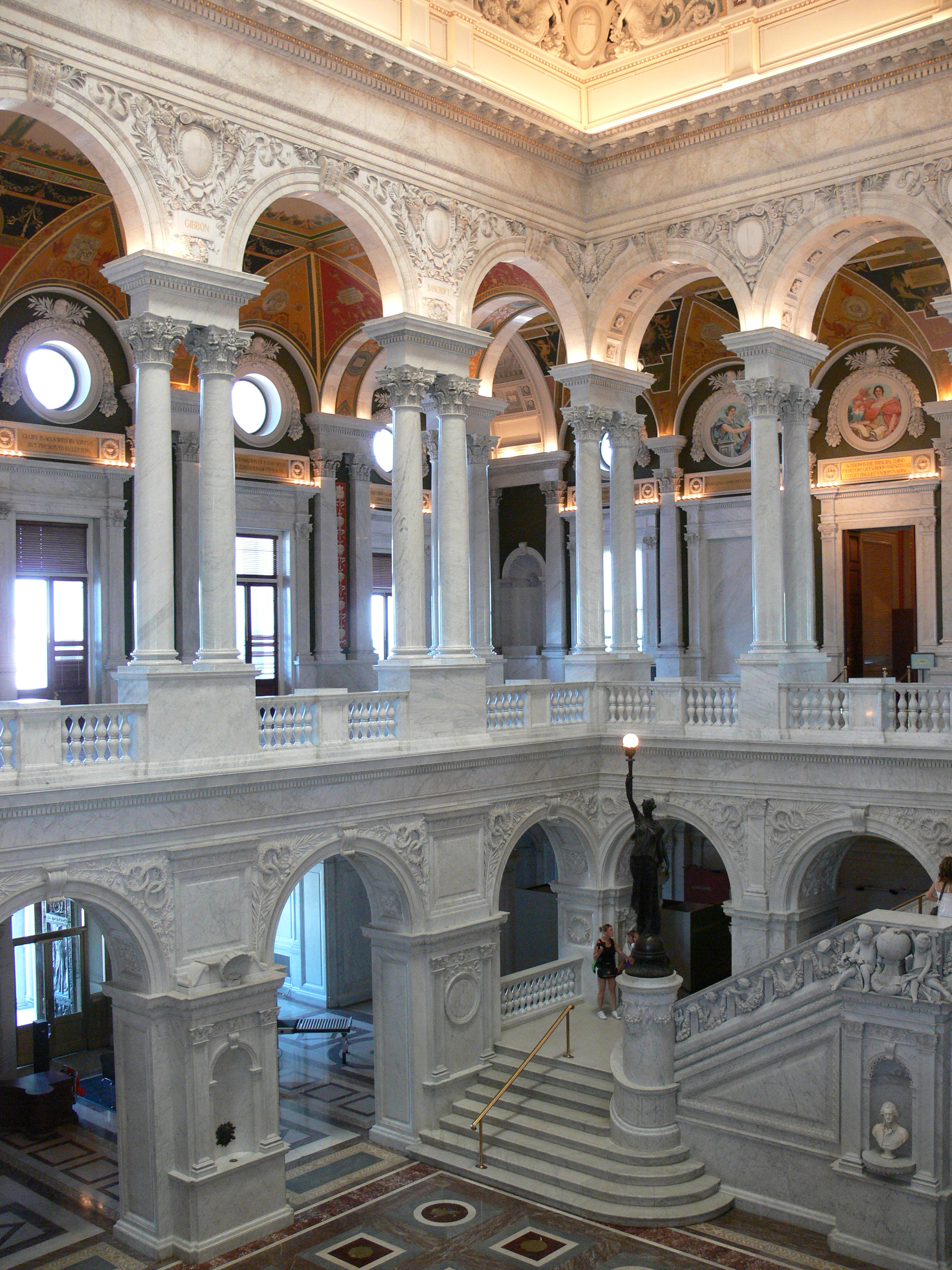
Галерея-антресолі в Бібліотеці Конгресу, США

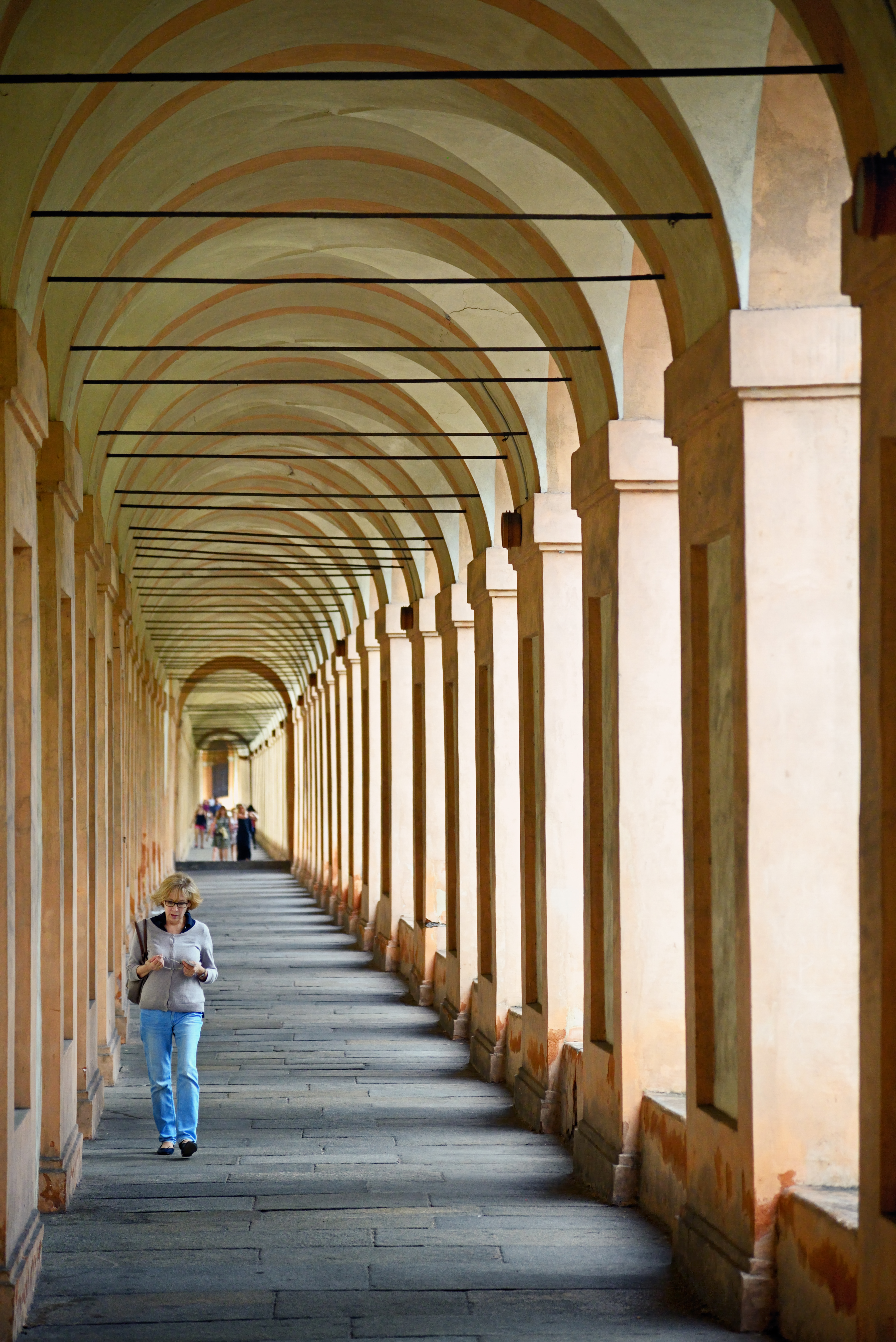
Галерея з 666 арок, що веде до базиліки Мадони ді Сан-Лука в Болоньї. Італія

Галерея в архітектурі — це довга споруда чи напіввідкрите приміщення з дахом, обмежене з одного чи двох боків тільки підпорами, або вузьке крите приміщення, створене для з'єднання двох і більше будівель або підходу до приміщення. Серед відзначених існують такі різновиди:
- галерея надземна — влаштована на консолях, випусках; інколи підтримувалась підпорами. Звичайно застосовувалася у дерев'яному теслярстві.
- галерея довга — розташована на верхньому поверсі англійського особняка, куди виходили двері житлових кімнат і з якої милувалися довкіллям. Сформувалась ще в епоху Середньовіччя.
- галерея крита — у найдавніші часи являла собою кілька розташованих на одній осі і зблокованих дольменів, служила проходом до сакрального приміщення, підземного поховання знатної особи. Таким чином формувалася композиція дромоса, що була розповсюджена в егейській та давньогрецькій архітектурі.
- галерея підземна — тунель для зв'язку між окремо розташованими будівлями.

Галерею також називають широкий парадний коридор, влаштований у середині споруди для з'єднання певних кімнат і залів. Містки-галерея влаштовуються також у деяких шатрових вітряків, через що цей різновид називають галерейними вітряками.

## Художня галерея

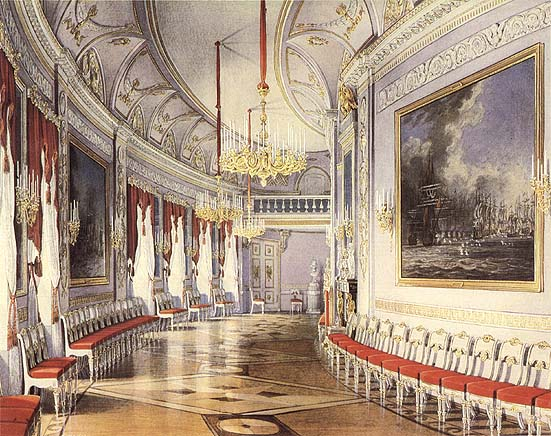
Галерея в палаці міста Гатчина

Галереєю також може бути велика видовжена зала, освітлена з одного боку великими вікнами. Глуха поздовжня стіна навпроти вікон зазвичай прикрашалась гобеленами, численними станковими картинами, невеликими скульптурними творами. Термін галерея згодом став вживатися для відповідного типу споруд з державними і приватними зібраннями живописних праць, художніми колекціями. Тобто:
- галерея художня — споруда, де зберігаються і експонуються твори станкового і декоративно-ужиткового мистецтва. Характерна анфіладним розплануванням просторих залів, влаштуванням ліхтарів для верхнього освітлення і репрезентативним зовнішнім виглядом.

## Фортифікаційна споруда

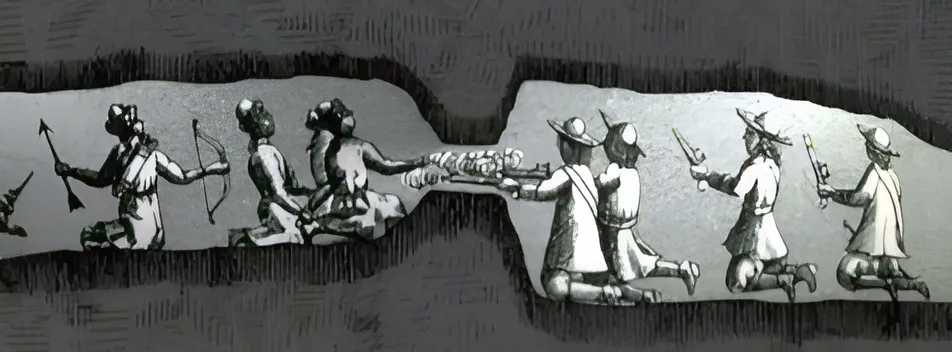
Турки використовували галереї для мінування під час облоги Відня 1683 р.

Галереї також користуються у фортифікації для сполучення між частинами укріплення або посилення його обороноздатності, тут вирізняються так звані:
- галерея голландська: стіни, стеля й підлога виконані з дощок, що стикуються одна з одною.
- галерея мінна: підземний хід, обшитий дошками. Звичайно влаштовувався нападниками при облозі фортеці.
- галерея контрмінна: підземний хід, влаштований захисниками фортеці і спрямований на знищення мінних галерей.
- галерея контрескарпна: влаштована у контрескарпній стінці, що з'єднує кофри.

## Інші споруди
Склепінчастий навіс у гірській місцевості над залізничною колією, призначений захистити поїзди від обвалів каменів, також називається галерею.